# هیمدال (دهانه برخوردی)
هِیمدال (انگلیسی: Heimdal) یک دهانه برخوردی نسبتا جدید بوده و در کویره شمالی، دشت شمالی در مریخ واقع شده‌است. نام آن برگرفته از شهرک نروژی هِیمدال است. 